# Campeonato Europeu de Atletismo em Pista Coberta de 2013 - Salto em altura masculino
A prova do salto em altura masculino do Campeonato Europeu de Atletismo em Pista Coberta de 2013 foi disputada entre os dias 1 e 2 de março de 2013 no Scandinavium em Gotemburgo, Suécia.

## Recordes
Antes desta competição, os recordes mundiais e do campeonato nesta prova eram os seguintes:
|                       | Nome             | Nacionalidade      | Altura  | Local            | Data                    |
| --------------------- | ---------------- | ------------------ | ------- | ---------------- | ----------------------- |
| Recorde mundial       | Javier Sotomayor | Cuba               | 2m 43cm | Budapeste        | 4 de março de 1989      |
| Recorde do campeonato | Stefan Holm      | Suécia             | 2m 40cm | Madri            | 6 de março de 2005      |
| Recorde europeu       | Carlo Thränhardt | Alemanha Ocidental | 2m 42cm | Berlim Ocidental | 26 de fevereiro de 1988 |

## Medalhistas
| Ouro                | Prata                 | Bronze              |
| Sergey Mudrov (RUS) | Aleksey Dmitrik (RUS) | Jaroslav Bába (CZE) |

## Cronograma
Todos os horários são locais (UTC+2).
| Data       | Hora  | Evento       |
| ---------- | ----- | ------------ |
| 1 de março | 16:30 | Qualificação |
| 2 de março | 16:15 | Final        |

## Resultados

### Qualificação
Qualificação: 2,31m (Q) ou os 8 melhores qualificados (q). 
| Posição | Grupo | Atleta               | Nacionalidade | 2.08 | 2.13 | 2.18 | 2.23 | 2.28 | 2.31 | Resultados | Notas |
| ------- | ----- | -------------------- | ------------- | ---- | ---- | ---- | ---- | ---- | ---- | ---------- | ----- |
| 1       | A     | Sergey Mudrov        | Rússia        | –    | –    | o    | o    | o    | xx–  | 2.28       | q     |
| 2       | B     | Adónios Mástoras     | Grécia        | –    | xo   | o    | o    | o    | –    | 2.28       | q     |
| 3       | B     | Jaroslav Bába        | Chéquia       | –    | –    | o    | o    | xo   | –    | 2.28       | q     |
| 4       | B     | Aleksey Dmitrik      | Rússia        | –    | o    | o    | xo   | xo   | –    | 2.28       | q     |
| 5       | A     | Mickaël Hanany       | França        | –    | xxo  | o    | o    | xxo  | –    | 2.28       | q     |
| 6       | A     | Konstadínos Baniótis | Grécia        | –    | –    | o    | o    | xxx  |      | 2.23       | q     |
| 6       | B     | Dmytro Dem'yanyuk    | Ucrânia       | –    | o    | o    | o    | xxx  |      | 2.23       | q     |
| 6       | B     | Robbie Grabarz       | Reino Unido   | –    | –    | o    | o    | xxx  |      | 2.23       | q     |
| 6       | B     | Gianmarco Tamberi    | Itália        | –    | o    | o    | o    | xxx  |      | 2.23       | q     |
| 10      | A     | Silvano Chesani      | Itália        | –    | xo   | o    | o    | xxx  |      | 2.23       |       |
| 11      | A     | Yuriy Krymarenko     | Ucrânia       | –    | o    | xo   | xo   | xxx  |      | 2.23       |       |
| 11      | B     | Vitaliy Samoylenko   | Ucrânia       | –    | o    | xo   | xo   | xxx  |      | 2.23       |       |
| 13      | B     | Marco Fassinotti     | Itália        | –    | o    | o    | xxo  | xxx  |      | 2.23       |       |
| 13      | A     | Viktor Ninov         | Bulgária      | –    | o    | o    | xxo  | xxx  |      | 2.23       |       |
| 15      | A     | Dmitriy Semenov      | Rússia        | –    | o    | o    | xxx  |      |      | 2.18       |       |
| 15      | B     | Serhat Birinci       | Turquia       | –    | o    | o    | xxx  |      |      | 2.18       |       |
| 15      | B     | Mihai Donisan        | Roménia       | –    | o    | o    | xxx  |      |      | 2.18       |       |
| 18      | B     | Matúš Bubeník        | Eslováquia    | –    | xo   | o    | xxx  |      |      | 2.18       |       |
| 19      | A     | Alen Melon           | Croácia       | –    | o    | xo   | xxx  |      |      | 2.18       |       |
| 20      | A     | Michal Kabelka       | Eslováquia    | –    | o    | xxo  | xxx  |      |      | 2.18       |       |
| 20      | B     | Jānis Vanags         | Letônia       | –    | o    | xxo  | xxx  |      |      | 2.18       |       |
| 22      | A     | Zurab Gogochuri      | Geórgia       | –    | o    | DNF  |      |      |      | 2.13       |       |
| 22      | B     | Matthias Haverney    | Alemanha      | –    | o    | xxx  |      |      |      | 2.13       |       |
| 24      | A     | Alexandru Tufa       | Roménia       | xxo  | o    | xxx  |      |      |      | 2.13       |       |
| 25      | A     | Peter Horák          | Eslováquia    | –    | xo   | xxx  |      |      |      | 2.13       |       |
| 26      | A     | Eugenio Rossi        | San Marino    | xo   | xxx  |      |      |      |      | 2.08       | =     |
| 27      | A     | Osku Torro           | Finlândia     |      |      |      |      |      |      | DNS        |       |

### Final
A final foi realizada às 16:15 no dia 2 de março de 2013.  
| Posição           | Atleta               | Nacionalidade | 2.15 | 2.17 | 2.19 | 2.21 | 2.23 | 2.25 | 2.27 | 2.29 | 2.31 | 2.33 | 2.35 | 2.37 | Resultados | Notas                |
| ----------------- | -------------------- | ------------- | ---- | ---- | ---- | ---- | ---- | ---- | ---- | ---- | ---- | ---- | ---- | ---- | ---------- | -------------------- |
| Medalha de ouro   | Sergey Mudrov        | Rússia        | –    | –    | o    | –    | o    | –    | o    | –    | xo   | o    | o    | xxx  | 2.35       | Recorde pessoal      |
| Medalha de prata  | Aleksey Dmitrik      | Rússia        | –    | o    | –    | o    | –    | o    | –    | xo   | xo   | o    | x-   | xx   | 2.33       |                      |
| Medalha de bronze | Jaroslav Bába        | Chéquia       | –    | –    | –    | xo   | –    | o    | o    | o    | xo   | x-   | xx   |      | 2.31       | Recorde da temporada |
| 4                 | Adónios Mástoras     | Grécia        | xo   | –    | o    | –    | o    | –    | o    | o    | xx-  | x    |      |      | 2.29       | Recorde pessoal      |
| 5                 | Gianmarco Tamberi    | Itália        | o    | –    | o    | –    | o    | o    | o    | xo   | xx-  | x    |      |      | 2.29       |                      |
| 6                 | Robbie Grabarz       | Reino Unido   | –    | –    | o    | –    | o    | xxx  |      |      |      |      |      |      | 2.23       |                      |
| 7                 | Mickaël Hanany       | França        | o    | –    | o    | –    | xo   | xxx  |      |      |      |      |      |      | 2.23       |                      |
| 8                 | Dmytro Dem'yanyuk    | Ucrânia       | o    | –    | –    | xo   | –    | xxx  |      |      |      |      |      |      | 2.21       |                      |
| 9                 | Konstadínos Baniótis | Grécia        | –    | –    | o    | –    | xxx  |      |      |      |      |      |      |      | 2.19       |                      |

Legenda
| Recorde mundial       | Recorde mundial (World record)               |                       | Recorde africano                      | Recorde africano (African) |                                           | Q | Classificado por posição (Qualified) |
| Recorde do campeonato | Recorde do campeonato (Championship record)  | Recorde da América    | Recorde da América (Americas)         | q                          | Classificado por melhor tempo (Qualified) |   |                                      |
| Melhor marca do ano   | Melhor marca do ano (World leading)          | Recorde asiático      | Recorde asiático (Asian)              | DNS                        | Não largou (Did not start)                |   |                                      |
| Recorde nacional      | Recorde nacional (National record)           | Recorde europeu       | Recorde europeu (European)            | DNF                        | Não terminou (Did not finish)             |   |                                      |
| Recorde pessoal       | Recorde pessoal do atleta (Personal best)    | Recorde da Oceania    | Recorde da Oceania (Oceania)          | DSQ / DQ                   | Desclassificado (Disqualified)            |   |                                      |
| Recorde da temporada  | Recorde da temporada do atleta (Season best) | Recorde sul-americano | Recorde sul-americano (South America) | NM                         | Sem marca (No mark)                       |   |                                      |